# Antão de Almada, 12.º conde de Avranches
Antão de Almada (Condeixa-a-Nova, 19 de abril de 1718 — Lisboa, 26 de janeiro de 1797), 9.º senhor de Pombalinho e 14.º  senhor dos Lagares d´El-Rei, foi mestre-sala da Casa Real e administrador em algumas colónias portuguesas, entre outros importantes cargos. Ao casar com a sua sobrinha direita, filha única de seu irmão primogénito, deu assim continuidade à representação da varonia da família Almada.

## Biografia
Era visto como um homem jovial e engraçado, assim como, da confiança do conde de Oeiras e de seu irmão, Francisco Xavier de Mendonça Furtado. Denota-o na correspondência que enviou dos Açores para a corte, em que coloca a sua veneração e obediência aos pés de Sebastião José de Carvalho e Melo, a quem considera ser “remedio universal de toda esta Monarchia” e apresenta-se como “creatura de Vossa Excelência”.
Obteve o estatuto de moço fidalgo por alvará de 21 de Junho de 1734 e de fidalgo escudeiro em 1 de Novembro do mesmo ano.
Frequentou estudos na Universidade de Coimbra. e foi porcionista no Colégio de São Paulo.
Foi capitão-de-cavalos no Regimento do Cais e terá estado no Regimento de Cavalaria de Alcântara.
Terá ainda exercido os cargos de deputado da Junta dos Três Estados e fez parte do Conselho Real por carta de El-ei José I de 22 de Agosto de 1766 e nomeado em 1750 alcaide-mor e comendador de Proença-a-Velha.
Foi o primeiro a presidir a Capitania Geral dos Açores, com o título de Presidente da Junta da Administração e Arrecadação da Real Fazenda e Governador e Capitão-General das Ilhas dos Açores, na sequência do alvará de 2 de Agosto de 1766. Desembarcou, acompanhado pela sua família, na cidade de Angra logo a 28 de Setembro e tomou posse a 7 de Outubro daquele ano. Permaneceu no exercício do seu cargo até o dia 15 de agosto de 1775, data em que entrou na cidade o seu substituto, o general Dinis Gregório de Melo Castro e Mendonça, desconhecendo-se o dia de sua partida para Lisboa.
A sua correspondência com a corte comprova que, desde a sua chegada aquele arquipélago, vê-se que se esforçou por executar as ordens que recebera.
Passado meio século ainda se dizia de Antão, que: 
"houve-se el-rei por mui bem servido dele, honrando-o e engrandecendo-o por isso, como quem se tinha portado no cargo com toda a dignidade e ciência. Viveu com fausto de sua pessoa e família, servido de carruagens, formosas bestas, pajens e criados. Era muito afável, cortesão e esmoler: sobretudo muito delicado, no ouvir as partes atencioso e justiceiro; por extremo amigo de se não intrometer em jurisdição alheia; e como vinha em uma época de reformas, nem por isso ostentou a força de sua autoridade; nem mesmo consta lhe fosse necessário empregar meios violentos para obter os fins propostos. Tanto era o respeito que se lhe tributava que ainda hoje o seu nome é venerado nestas ilhas, e pronunciado com verdadeiro acatamento."
Terá sido ele que deu inicio à remodelação do edifício que hoje é conhecido por Palácio dos Capitães-Generais, em Angra do Heroísmo, para instalar os seus serviços e aposentos.
A sua preocupação no apoio social e honestidade deveria ser elevada pois em 15 de março de 1759, em Lisboa, terá passado um recibo como escrivão da Mesa dos Enjeitados, e o vemos a exercer a função de visitador da Santa Casa da Misericórdia de Lisboa, em  2 de Julho de 1757, assim como, o de mordomo dos presos da Casa dos Vinte e Quatro para a mesma santa casa, em  27 de Junho de 1758. Como curiosidade, já em  22 de Agosto de 1785, é um dos 12 irmãos da referida última instituição que foram escolhidos para assistir à primeira extracção da lotaria que se iniciava no dia 1 de Setembro de 1785.

## Dados genealógicos
Antão de Almada (12º conde de Avranches, 14º senhor de Lagares d´El-Rei), nascido a 19 de Abril de 1718 em Condeixa-a-Nova, no palácio da sua família paterna. Foi baptizado no mesmo local e ano, no dia 25 de Abril, tendo como padrinho o 1º conde do Rio Grande.
Morreu a 26 de Janeiro de 1797, tendo sido sepultado na capela da família na igreja do Convento da Graça, em Lisboa.
Filho de: Luis José de Almada (10º conde de Avranches, 13º senhor dos Lagares d' El-Rei, e 8º senhor de Pombalinho) e de Violante de Portugal.
Casou: em 24 de Outubro de 1756, com Violante Josefa de Almada Henriques (11ª condessa de Avranches e 10ª senhora de Pombalinho), que era sua sobrinha, nascida a 8 de Julho de 1722 e falecida anteriormente a 1781, filha herdeira do seu meio irmão mais velho Lourenço Joseph de Almada e de Maria da Penha da França de Mendonça, filha de Tristão de Mendonça de Albuquerque, comendador de Avanca, e de sua segunda mulher D. Violante Henriques, por sua vez filha primeira de D. Lourenço de Almada, 9.º conde de Avranches e de D. Catarina Henriques.
Dessa união nasceram:
- Lourenço José Boaventura de Almada, 1º conde de Almada (14º senhor dos Lagares d' El-Rei) (10º senhor de Pombalinho) casada com Maria Bárbara Lobo da Silveira Quaresma;
- Maria José do Carmo Xavier de Almada (22 de Outubro de 1761 - 8 de Novembro de 1795[20]), casada em 5 de Março de 1786 com seu primo Aires José Maria de Saldanha Albuquerque Coutinho Matos e Noronha, 2º conde da Ega, Gentil Homem da corte de Maria I, alcaide-mor de Soure e Guimarães, deputado da Junta dos Três Estados, Inspector-Geral dos Provimentos do Exército, embaixador em Madrid em 1806.